# Manuel Prado Ugarteche
Manuel Carlos Prado y Ugarteche (Lima, Perú, 21 d'abril de 1889 - París, França, 15 d'agost de 1967) va ser un polític peruà, que va ocupar la Presidència del Perú en dues ocasions: des del 8 de desembre de 1939 fins al 28 de juliol de 1945 i des del 28 de juliol de 1956 al 18 de juliol de 1962. Va estar en el poder 11 anys, 7 mesos i 11 dies, de manera no consecutiva.